# Barbacenia mollis
Barbacenia mollis är en enhjärtbladig växtart som beskrevs av Goethart och Johannes Jan Theodoor Henrard. Barbacenia mollis ingår i släktet Barbacenia och familjen Velloziaceae.

## Underarter
Arten delas in i följande underarter:
- B. m. microphylla
- B. m. mollis